# Koninklijke Racing Club Genk
El Koninklijke Racing Club Genk, sovint referit com Racing Genk o KRC Genk, és un club de belga de futbol de la ciutat de Genk a Limburg.

## Història
El club va ser fundat l'1 de juliol de 1988 per la fusió de dos clubs de la ciutat, el K. Waterschei S.V. Thor Genk i el K.F.C. Winterslag.
El F.C. Winterslag fou fundat el 1923. Amb motiu del seu 35è aniversari canvià el seu nom pel de K.F.C. Winterslag, en afegir-se el títol de reial (koninklijke).
El Waterschei's Sport Vereeniging Thor va ser creat el 1919. Thor és l'acrònim de Tot Herstel Onzer Rechten (Recuperar els nostres drets). No es registrà a la federació fins al 1925. Més tard també afegí el títol de reial.

## Palmarès
- Lliga belga de futbol: (3): 1998-99, 2001-02, 2010-11
- Segona divisió belga de futbol: (1): 1975-76
- Segona divisió belga de futbol (ronda final): (2): 1987, 1990
- Copa belga de futbol: (4): 1997-98, 1999-2000, 2008-09, 2012-13
- Supercopa belga de futbol: (1): 2011
  - 1980, 1982 (Waterschei Thor)

## Futbolista destacat
- 1980s:  Luc Nilis (1984-86) (K.F.C. Winterslag)
- 1990s:  Carmel Busuttil,  Krzysztof Bukalski,  Branko Strupar,  Souleymane Oulare,  Thordur Gudjonsson,  Besnik Hasi,  Juha Reini,  Bart Goor,  Mike Origi,  Marc Hendrikx,  Philippe Clement,  Ferenc Horváth,  Jacky Peeters,  Davy Oyen
- 2000s:  Didier Zokora,  Josip Skoko, Igor Tomašić, Bernd Thijs,  Koen Daerden,  Kevin Vandenbergh,  Moumouni Dagano,  Mirsad Bešlija,  Sunday Oliseh,  Orlando Engelaar,  Wesley Sonck,  Aaron Mokoena,  Brian Priske,  Steven Defour,  Sébastien Pocognoli,  Thomas Chatelle,  Wouter Vrancken,  Faris Haroun,  Elyaniv Barda, Barak Yitzhaki

## Entrenadors destacats
- 1990s: Enver Alisic (?-1995), Aimé Anthuenis (1995-1999), Jos Heyligen (1999-2000), Johan Boskamp (2000)
- 2000s: Pierre Denier, caretaker (2001), Sef Vergoossen (2001-2003), Pierre Denier and Ronny Van Geneugden, caretakers (2003-2004), René Vandereycken (2004-2005), Hugo Broos (2005- Feb 2008)